# Ephraim von Ainos
Ephraim von Ainos (griechisch: ᾽Εφραίμ) war ein spätbyzantinischer Chronist.

## Leben
Über sein Leben gibt es nur wenig Informationen, da er nur von seinem eigenen Werk bekannt ist. Er gilt als der authentische Verfasser einer byzantinischen Verschronik und lebte im späten 13. bis in die erste Hälfte des 14. Jahrhunderts, möglicherweise in Thrakien, in der Stadt Ainos. Es existieren Hinweise, dass er aus dem Klerus stammen könnte.

## Namensvarianten
Zu weiteren Namensvarianten gehören: Ephraem Chronographus, Ephraem aus Ainos, Ephraem Enii, Ephraem Ennii, Ephraemius Chronographus, Ephraim, Ephraimus aus Ainos, Ephrem aus Ainos, Ephrem Chroniqueur, Ephrem Poète Byzantin, Ephremus aus Ainos, Epraem Ainos.

## Chronica de rebus gestis imperatorum Romanorum et Graecorum usque ad annum 1216
Die 1990 edierte Verschronik mit 9588 Zwölfsilblern/Trimetern stammt aus dem frühen 14. Jahrhundert und ist unvollständig und nur in einer Handschrift überliefert. Sie besteht aus einer Kaiserchronik und einem Patriarchenverzeichnis. Es wird vermutet, dass sie mit Julius Caesar oder Augustus begann. Der überlieferte Text fängt jedoch erst mit Gaius Caligula an und endet mit der Rückeroberung Konstantinopels durch Michael VIII Palaiologos (15. August 1261) und seinem Einzug in die Stadt. Inhaltlich ausführlich beschrieben wird erst ab der Regierungszeit Konstantins I. Weiterhin behandelt er die erste ikonoklastische Periode von 726–787 sowie die Zeit von 1204 bis 1261 eingehender. Anders als die Kaiserchronik endet das Patriarchenverzeichnis erst mit Antritt des Patriarchen Jesaja im Jahre 1323. Bedeutende Quellen des Autors waren Johannes Zonaras, Niketas Choniates und Georgios Akropolites, während die einzige andere – wahrscheinlich spätere – spätbyzantinische Verschronik von Konstantinos Manasse anscheinend nicht zu seinen Quellen gehörte. Sie gilt als zuverlässig in Hinsicht auf die eigenen Quellen und weicht von diesen wahrscheinlich nur aufgrund der Metrik zum Teil ab.
Während sie in der älteren Forschung als wenig qualitativ galt und noch in den 1970ern als eher mittelmäßig, gilt sie heute sprachlich und kompositorisch als hochwertige große Chronik der spätbyzantinischen Zeit und damit als Ausnahmeerscheinung in der zeitgenössischen byzantinischen Literatur. Im Zusammenhang steht die Problematik der wenigen umfassenden Chroniken wahrscheinlich mit dem Niedergang und den geographischen Verlusten in der Palaiologenzeit, daraus folgend einem geringen Bedarf an Stilisierung der Erfolge früherer Zeiten.

### Ausgaben
- Odysseus Lampsides (Hrsg.): Ephraem Aenii Historia Chronica. Athen 1990 (Corpus Fontium Historiae Byzantinae 27).